# Деревецкое
Деревецкое (укр. Деревецьке) — село,
Червонопольский сельский совет,
Бердянский район,
Запорожская область,
Украина.
Код КОАТУУ — 2320686003. Население по переписи 2001 года составляло 130 человек.

## Географическое положение
Село Деревецкое находится в балке Каменистая, на расстоянии в 2,5 км от посёлка Бердянское и в 3-х км от села Червоное Поле.
По селу протекает пересыхающий ручей.

## Известные жители
- Кулик, Александр Павлович (1907—1945) — участник Великой Отечественной войны, Герой Советского Союза (1945), уроженец села Деревецкое